# Micrómetro (instrumento)

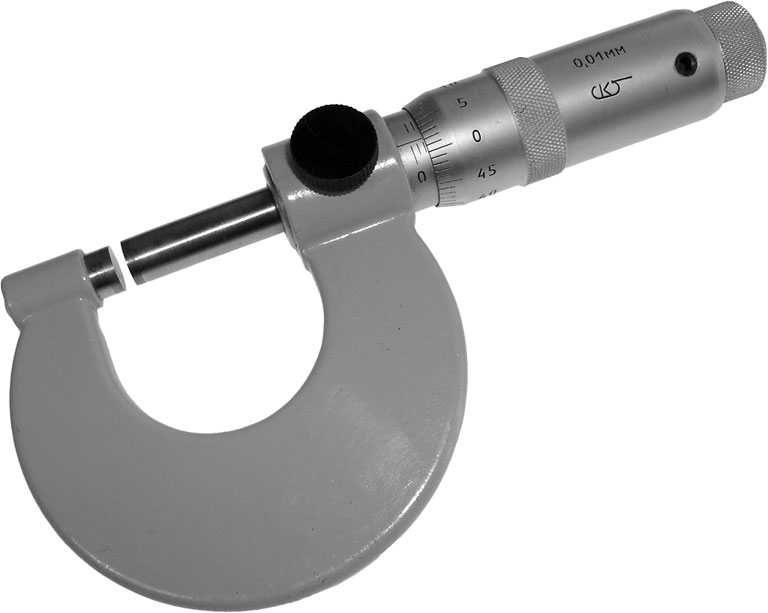
Micrómetro de exteriores 0-25, típico

El micrómetro,  también llamado tornillo de Palmer, calibre Palmer o simplemente palmer, es un instrumento de medición cuyo nombre deriva etimológicamente de las palabras griegas  (Mikrómetro).
Su funcionamiento se basa en un tornillo micrométrico que sirve para valorar el tamaño de un objeto con gran precisión, en un rango del orden de centésimas o de milésimas de milímetro (0,01 mm y 0,001 mm, respectivamente).
Para proceder con la medición posee dos extremos que se aproximan progresivamente.
El tornillo micrométrico es un tornillo de rosca fina que dispone en su contorno de una escala grabada, la cual puede incorporar un nonio. La longitud máxima mensurable con el micrómetro de exteriores es normalmente de 25 mm, si bien también los hay de 0 a 30, siendo por tanto preciso disponer de un aparato para cada rango de tamaños a medir: 0-25 mm, 25-50 mm, 50-75 mm, etc.
Además, suele tener un sistema para limitar la torsión máxima del tornillo, necesario, pues al ser muy fina la rosca no resulta fácil detectar un exceso de fuerza que pudiera ser causante de una pérdida en la exactitud.

## Historia

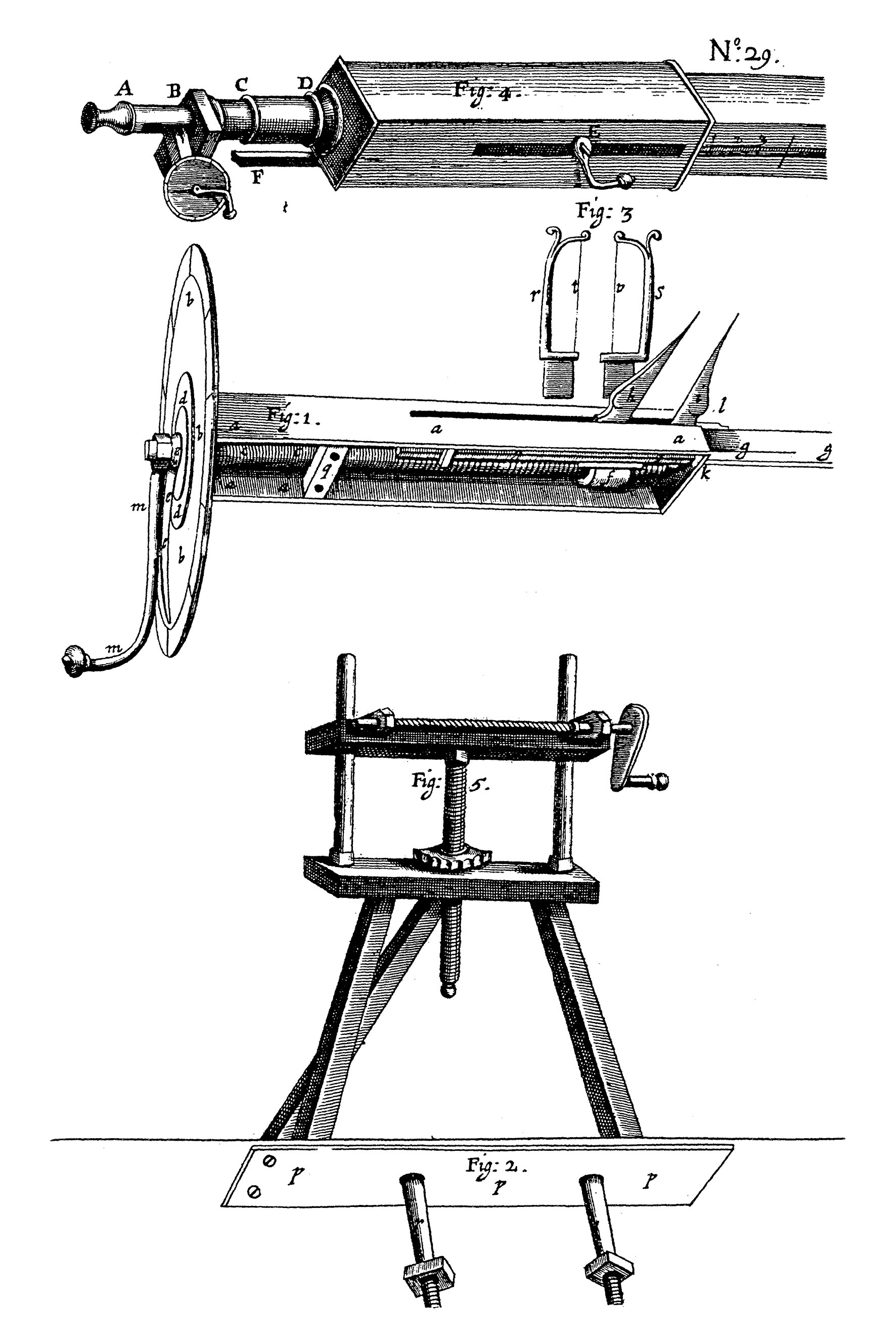
Micrómetro de Gascoigne, elaborado por Robert Hooke

Durante el Renacimiento y la Revolución industrial había un gran interés en poder medir las cosas con gran precisión. Ninguno de los instrumentos empleados en esa época se parece a los metros, calibres o micrómetros empleados en la actualidad. El término micrómetro fue acuñado, seguramente, por ese interés.
Los primeros experimentos para crear una herramienta que permitiría medir distancias con precisión en un telescopio astronómico es de principios del siglo XVII, como el desarrollado por Galileo Galilei para medir la distancia de los satélites de Júpiter.
La invención en 1640 por William Gascoigne del tornillo micrométrico suponía una mejora del vernier o nonio empleado en el calibre, y se utilizaría en astronomía para medir con un telescopio distancias angulares entre estrellas.

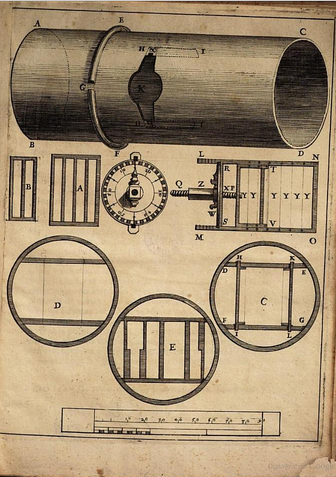
Micrómetro de Auzout (1662)

Henry Maudslay construyó un micrómetro de banco en 1829, basado en el dispositivo de tornillo de banco, compuesto de una base y dos mandíbulas de acero, de las cuales una podía moverse con un tornillo a lo largo de la superficie de la guía. Este dispositivo estaba basado en el sistema métrico inglés, presentaba una escala dividida en décimas de pulgada y un tambor, solidario al tornillo, dividido en centésimas y milésimas de pulgada.
Una mejora de este instrumento fue inventada por el mecánico francés Jean Laurent Palmer en 1848 y que se constituyó en el primer desarrollo de que se tenga noticia del tornillo micrométrico de mano. En la Exposición de París de 1867, este dispositivo llamó la atención de Joseph Brown y de su ayudante Lucius Sharpe, quienes empezaron a fabricarlo de forma masiva a partir de 1868 en su empresa conjunta Brown & Sharpe. La amplia difusión del tornillo fabricado por esta empresa permitió emplearlo en los talleres mecánicos de tamaño medio.
En 1888 Edward Williams Morley demostró la precisión de las medidas con el micrómetro en una serie compleja de experimentos. En 1890, el empresario e inventor estadounidense Laroy Sunderland Starrett (1836–1922) patentó un micrómetro que transformó la antigua versión de este instrumento en una similar a la usada en la actualidad. Starrett fundó la empresa Starrett, en la actualidad uno de los mayores fabricantes de herramientas e instrumentos de medición en el mundo.
La cultura de la precisión y la exactitud de las medidas en los talleres se hizo fundamental durante la era del desarrollo industrial, para convertirse en una parte importante de las ciencias aplicadas y de la tecnología. A principios del siglo XIX, la precisión de las medidas era fundamental en la industria de matricería y moldes, en la fabricación de herramientas y en la ingeniería, lo que dio origen a las ciencias de la metrología y metrotecnia y al estudio de los distintos instrumentos de medida.

## Principio de funcionamiento

Animación de un micrómetro usado en la medición de un objeto de 4,14 mm

El micrómetro usa el principio de un tornillo para transformar pequeñas distancias que son demasiado pequeñas para ser medidas directamente, en grandes rotaciones que son lo suficientemente grandes como para leerlas en una escala. La precisión de un micrómetro se deriva de la exactitud del tornillo roscado que está en su interior. Los principios básicos de funcionamiento de un micrómetro son los siguientes:
1. La cantidad de rotación de un tornillo de precisión puede ser directa y precisamente relacionada con una cierta cantidad de movimiento axial (y viceversa), a través de la constante conocida como el paso del tornillo. El paso es la distancia que avanza axialmente el tornillo con una vuelta completa sobre su eje (360 °).
2. Con un tornillo de paso adecuado y de diámetro mayor, una determinada cantidad de movimiento axial será transformada en el movimiento circular resultante.

Por ejemplo, si el paso del tornillo es de 1 mm y su diámetro exterior es de 10 mm, entonces la circunferencia del tornillo es de 10π o 31,4 mm aproximadamente. Por lo tanto, un movimiento axial de 1 mm se amplía con un movimiento circular de 31,4 mm. Esta ampliación permite detectar una pequeña diferencia en el tamaño de dos objetos de medidas similares según la posición del tambor graduado del micrómetro.
En los antiguos micrómetros la posición del tambor graduado se lee directamente a partir de las marcas de escala en el tambor y el eje. Generalmente se incluye un nonio, lo que permite que la medida sea leída con una fracción de la marca de la escala más pequeña. En los recientes micrómetros digitales, la medida se muestra en formato digital en la pantalla LCD del instrumento. También existen versiones mecánicas con dígitos en una escala graduada, en el estilo de los odómetros de los vehículos, en los cuales los números van «rodando».

## Micrómetro de exteriores
Partiendo de un micrómetro normalizado de 0 a 25 mm, de medida de exteriores:
Destinado a medir distancias paralelas exteriores o diámetros, siendo además la forma más difundida de micrómetro.

### Partes del micrómetro
En esta imagen podemos ver las siguientes partes del micrómetro :

1. Cuerpo: constituye el armazón del micrómetro; suele tener unas plaquitas de aislante térmico para evitar la variación de medida por dilatación.
2. Tope: determina el punto cero de la medida; suele ser de algún material duro (como acero o hierro) para evitar el desgaste, así como optimizar la medida.
3. Espiga: elemento móvil que determina la lectura del micrómetro; la punta suele tener también la superficie en metal duro para evitar desgaste.
4. Palanca de fijación: que permite bloquear el desplazamiento de la espiga.
5. Trinquete: limita la fuerza ejercida al realizar la medición.
6. Tambor móvil: solidario a la espiga, en la que está grabada la escala móvil de 50 divisiones.
7. Tubo: solidario al cuerpo, donde está grabada la escala fija de 0 a 25 mm.

### Mecanismo del micrómetro
En la estructura interna de un micrómetro se pueden ver la posición de sus distintas partes, en cualquier posición de su recorrido, así como la robustez del cuerpo que garantiza la precisión de las medidas.

Si seccionamos el micrómetro, podremos ver su mecanismo interno:

Se aprecia la espiga lisa en la parte que sobresale del cuerpo y roscada en la parte derecha interior, el paso de rosca es de 0,5 mm, el tambor móvil solidario a la espiga que gira con él, el trinquete en la parte derecha de la espiga, con el mecanismo de embrague, que desliza cuando la fuerza ejercida supera un límite.
El extremo derecho del cuerpo es la tuerca donde está roscada la espiga. Esta tuerca está ranurada longitudinalmente y tiene una rosca cónica en su parte exterior, con su correspondiente tuerca cónica de ajuste. Este sistema permite compensar los posibles desgastes de la rosca, limitando, de este modo, el juego máximo entre la espiga y la tuerca roscada en el cuerpo del micrómetro.

Sobre el cuerpo está encajado el tambor fijo, que se puede desplazar longitudinalmente o girar si es preciso, para ajustar la correcta lectura del micrómetro, y que permanecerá solidario al cuerpo en las demás condiciones.

La parte del tambor fijo, que deja ver el tambor móvil, es el número entero de vueltas que ha dado la espiga, dado que el paso de rosca de la espiga es de 0,5 mm. La escala fija, grabada en el tambor fijo, tiene una escala de milímetros enteros en la parte superior y de medios milímetros en la inferior, esto es la escala es de medio milímetro.

El tambor móvil, que gira solidario con la espiga, tiene grabada la escala móvil, de 50 divisiones, numerada cada cinco divisiones, y que permite determinar la fracción de vuelta que ha girado el tambor, lo que posibilita una lectura de 0,01 mm en la medida.
Con estas dos escalas podemos efectuar la medición con el micrómetro, como a continuación podemos ver.

### Lectura del micrómetro
En el sistema métrico decimal se utilizan tornillos micrométricos de 25 mm de longitud, que tienen un paso de rosca de 0,5 mm, así que al girar el tambor toda una vuelta, la espiga se desplaza 0,5 mm.
En el tambor fijo del instrumento hay una escala longitudinal, es una línea que sirve de fiel, en cuya parte superior figuran las divisiones que marcan los milímetros, en tanto que en su lado inferior están las que muestran los medios milímetros; cuando el tambor móvil gira va descubriendo estas marcas, que sirven para contabilizar el tamaño con una precisión de 0,5 mm.
En el borde del tambor móvil contiguo al fiel se encuentran grabadas en toda su circunferencia 50 divisiones iguales, indicando la fracción de vuelta que se hubiera realizado; al suponer una vuelta entera 0,5 mm, cada división equivale a una cincuentava parte de la circunferencia, es decir, nos da una medida con una precisión de 0,01 mm.
En la lectura de la medición con el micrómetro nos hemos de fijar por tanto primero en la escala longitudinal, que nos indica el tamaño con una aproximación hasta los 0,5 mm, a lo que se tendrá que añadir la medida que se aprecie con las marcas del tambor, llegando a conseguirse la medida del objeto con una precisión de 0,01 mm.
En la figura aparece un micrómetro con una lectura de 4,10 mm, en la escala fija se puede ver hasta la división 4 inclusive, y la división de la escala móvil, del tambor, que coincide con la línea del fiel es la 10, luego la lectura es 4,10 mm.
En este segundo ejemplo podemos que el micrómetro indica: 4,86 mm, en la escala fija se ve la división 4 y además la división de medio milímetro siguiente; en el tambor la división 36 de la escala móvil es la que está alineada con la línea de fiel, luego la medida es 4 mm, más 0,5 mm, más 0,36 mm, esto es 4,86 mm.
La forma del micrómetro no afecta a la lectura, de modo que se fabrican distintos tipos de micrómetros basados en el mismo sistema.

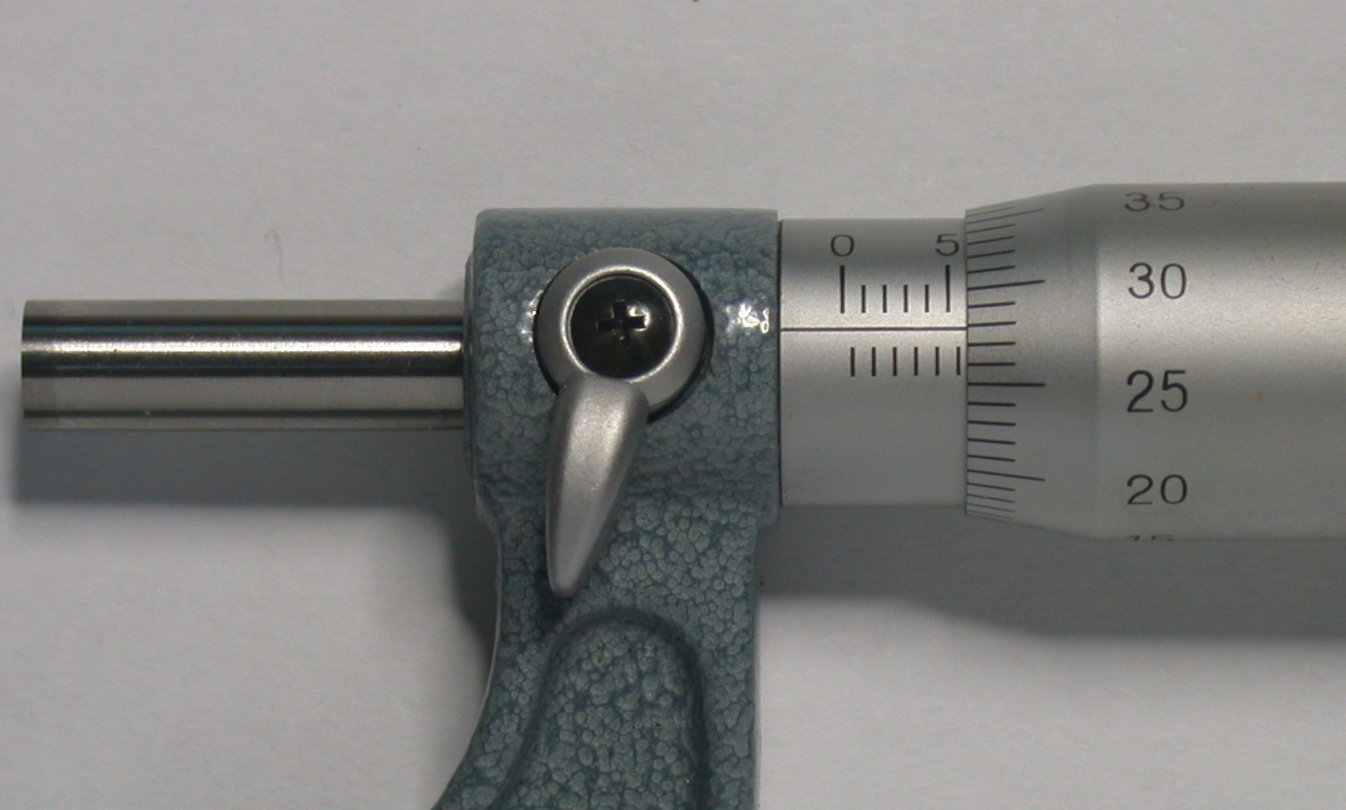
Micrómetro indicando una medida aproximada de 5,78 mm.

Por último, en el ejemplo de la fotografía puede observarse el detalle de un micrómetro, en el cual la escala longitudinal se ve en su parte superior la división de 5 mm y en la inferior la de otro medio milímetro más. A su vez, en el tambor móvil, la división 28 coincide con la línea central longitudinal.
Así, la medida del micrómetro es:
{\displaystyle {\begin{array}{ll}5&mil{\acute {\imath }}metros\\0,5&medio\;mil{\acute {\imath }}metro\\0,28&cent{\acute {e}}simas\;en\;el\;tambor\\\hline 5,78&lectura\end{array}}}
Las operaciones aritméticas a realizar son sencillas, y una vez comprendido el principio de funcionamiento, se hacen mentalmente como parte del manejo del instrumento de medida.

### Micrómetro con nonio

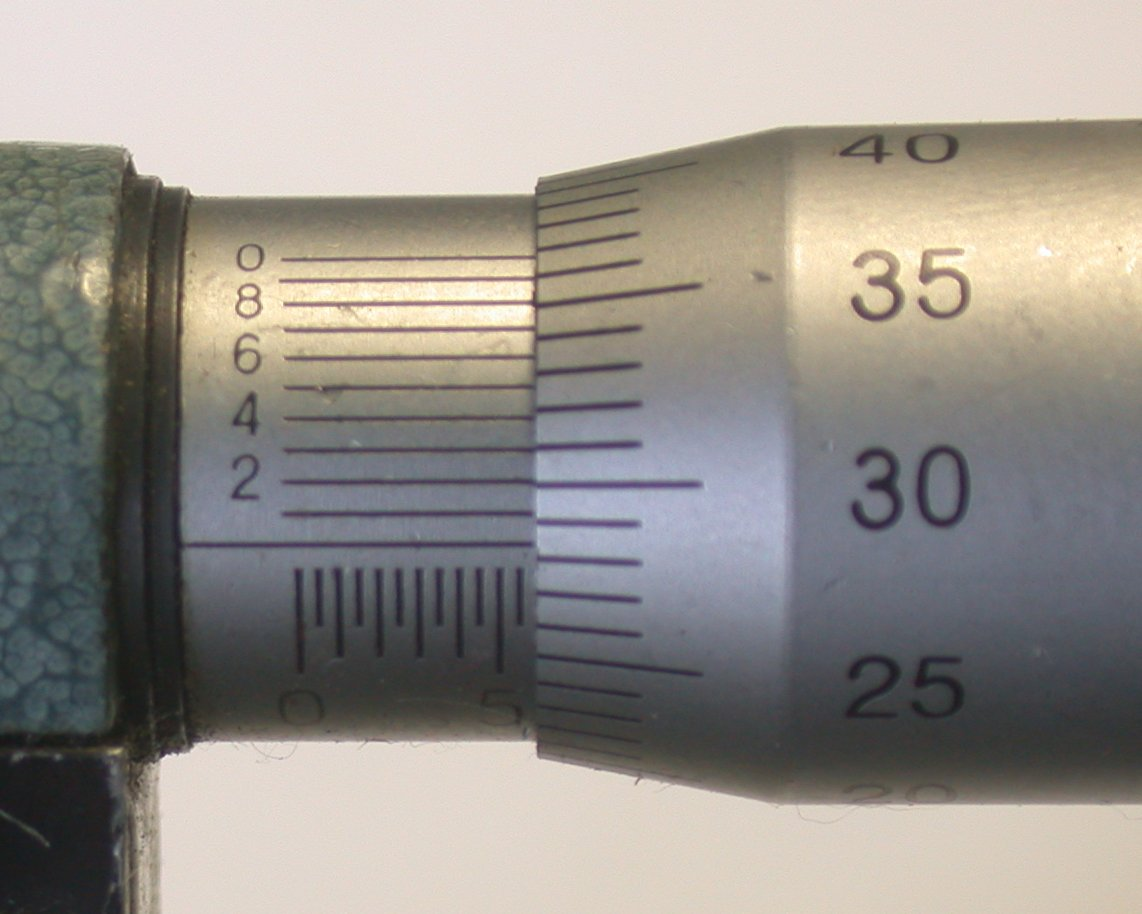
Micrómetro con nonio, indicando 5,783 mm

Más sofisticada es la variante de este instrumento que, en adición a las dos escalas expuestas, incorpora un nonio. En la imagen se observa con mayor detalle este modelo; al igual que antes hay una escala longitudinal en la línea del fiel, pero presentando ahora las divisiones tanto de los milímetros como de los medios milímetro, ambas en su lado inferior, siendo idéntica la del tambor móvil, con sus 50 divisiones. Sin embargo, lo que le diferencia es que sobre la línea longitudinal, en lugar de la escala milimétrica, se añaden las divisiones de la escala del nonio con 10 marcas, numeradas cada dos, siendo la propia línea longitudinal del fiel la que sirve de origen de dicha numeración. De este modo se alcanza un nivel de precisión de 0,001 mm (1 µm).
Se aprecia en la foto contigua que la tercera raya del nonio resulta coincidente con una de las del tambor móvil, significando que el tamaño del objeto sobrepasa en 3/10 el valor medido con el mismo.
Así, para el caso del ejemplo, la división visible en la escala longitudinal es la subdivisión del medio milímetro siguiente a la de 5 mm. Por su parte, en el tambor móvil la línea longitudinal del fiel supera la marca del 28, y por último en el nonio es la tercera raya la que se alinea con una del tambor, de ahí que la medición resultante será:
{\displaystyle {\begin{array}{ll}5&mil{\acute {\imath }}metros\\0,5&medio\;mil{\acute {\imath }}metro\\0,28&cent{\acute {e}}simas\;en\;el\;tambor\\0,003&la\;tercera\;divisi{\acute {o}}n\;del\;nonio\;coincide\;con\;una\;divisi{\acute {o}}n\;del\;tambor\\\hline 5,783&lectura\end{array}}}
La combinación de estos métodos da lugar a un instrumento, quizá un poco sofisticado, que puede dar la lectura con una apreciación de un micrómetro. Una enorme precisión para los usos empíricos habituales.

### Otros micrómetros

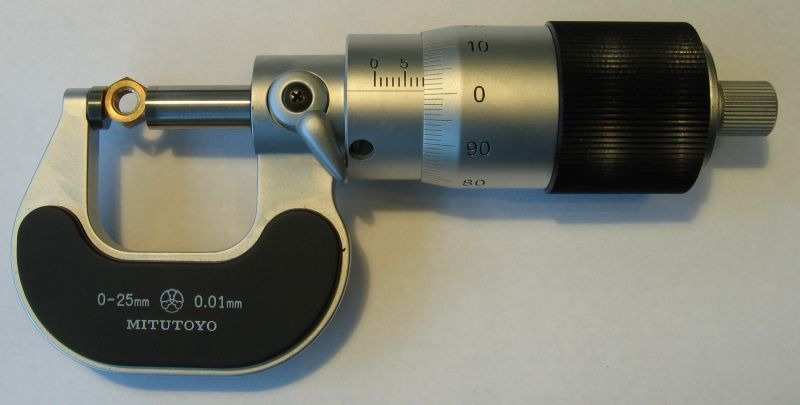
Micrómetro de paso de rosca 1 mm, tambor de 100 divisiones, lectura 8,01 mm

Según las necesidades de uso, existen otros micrómetros que no cumplen los parámetros anteriores de longitud 25 mm, paso de rosca 0,5 mm y 50 divisiones del tambor.
En la imagen podemos ver un micrómetro de 25 mm de longitud, 0 a 25 mm de margen de lectura, 1 mm de avance por vuelta de tambor y 100 divisiones en el tambor.
En este micrómetro no hay que realizar la operación de sumar medio milímetro, dado que sus 100 divisiones dan lugar a una lectura más sencilla; los milímetros se leen directamente en la escala fija longitudinal y las centésimas en el tambor, lo que resulta más sencillo y práctico, presentando el inconveniente de necesitar un tambor de mayor diámetro para poder distribuir las 100 divisiones. Este mayor diámetro puede ser un inconveniente según la forma y tamaño de la pieza a medir.
En la imagen se puede ver la distancia entre caras de una tuerca, con una medida de 8,01 mm.

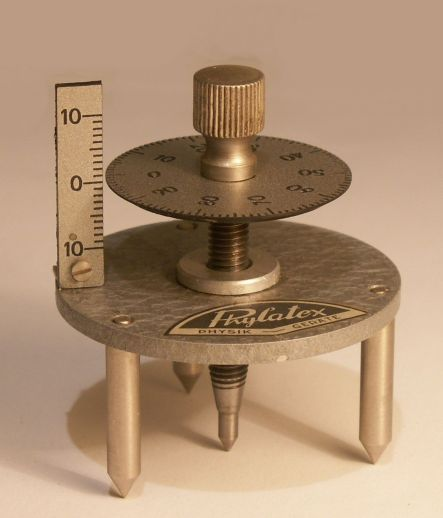
Micrómetro de diferencia de cuota

En la figura se reproduce otro tipo de micrómetro, que permite medir la diferencia de cota o pandeo de una superficie, tomando como referencia tres puntos de la superficie, mediante tres palpadores cónicos; el tornillo central determina la diferencia de cuota.
En la regla graduada vertical, con una escala en milímetros, vemos el número de vueltas enteras dadas por el tornillo, de paso un milímetro, el valor cero corresponde a la posición de la punta del tornillo en el plano de los palpadores cónicos, la escala por encima del cero mide el resalte de la superficie y la escala por debajo del cero el rebajado del plano.
La fracción de vuelta se mide en el tambor de cien divisiones. El tambor sirve de indicador sobre la regla, el tambor da la altura del cero de la regla y la división cero del tambor enfrentado con la regla indica 0,00 mm de resalte, la punta del tornillo en el mismo plano que los tres palpadores.
El ejemplo de la figura permite ver el principio de funcionamiento del micrómetro, la regla longitudinal que mide el número de vueltas enteras dadas por el tornillo y el tambor que mide la fracción de giro. La combinación de estas dos escalas determina la medida. La precisión del micrómetro se debe a un amplio giro del tambor por un pequeño desplazamiento en el avance del tornillo.

## Micrómetro de profundidades
En el caso del micrómetro de profundidad, sonda, se pueden ver las similitudes con el tornillo micrométrico de exteriores:
Pero en lugar de tener un arco, tiene una base de apoyo:
Además la escala está en sentido inverso. Cuando la sonda está recogida, en su menor medida, el tambor fijo se ve en su totalidad, y el tambor móvil oculta la escala fija a medida que la medida aumenta. Por tanto el valor en milímetros enteros y medio milímetro es el último que se ocultó por el tambor móvil.
La escala en el tambor móvil también es en sentido inverso a la del micrómetro de exteriores:
Puede verse que la regla se oculta progresivamente bajo el tambor, siendo ese valor oculto el de la medida:
La diferencia entre un micrómetro de 0-25 y otro de 25-50 es su graduación de la escala y la longitud de la espiga:

## Tipos de micrómetros
Pueden distinguirse varios tipos de micrómetros, clasificándolos según diferentes criterios:
Según la tecnología de fabricación:
Mecánicos: basados en elementos exclusivamente mecánicos.
Electrónicos: fabricados con elementos electrónicos, empleando normalmente tecnología digital.
Por la unidad de medida:
Sistema decimal: según el sistema métrico decimal, empleando el milímetro como unidad de longitud.
Sistema inglés: según el sistema anglosajón de unidades, utilizando un divisor de la pulgada como unidad de medida.
Por la normalización:
Estándar: para un uso general, en cuanto a la apreciación y amplitud de medidas.
Especiales: de amplitud de medida o apreciación especiales, destinados a mediciones específicas, en procesos de fabricación o verificación concretos.
Por la horquilla de medición:
en los micrómetro estándar métricos, todos los tornillos micrómetricos miden 25 mm, pudiendo presentarse horquillas de medida de 0 a 25 mm, de 25 a 50 mm, de 50 a 75 mm, etc., hasta medidas que superan el metro.
en el sistema inglés de unidades, la longitud del tornillo suele ser de una pulgada, y las distintas horquillas de medición suelen ir de una en una pulgada.
Por las medidas a realizar:
De exteriores: para medir las dimensiones exteriores de una pieza.
De interiores: para medir las dimensiones interiores de una pieza.
De profundidad: para medir las profundidades de ranuras y huecos.
Por la forma de los topes:
Paralelos planos: los más normales para medir entre superficies planas paralelas.
De puntas cónicas para roscas: para medir entre los filos de una superficie roscada.
De platillos para engranajes: con platillos para medir entre dientes de engranajes.
De topes radiales: para medir diámetros de agujeros pequeños.
La versatilidad de este instrumento de medida da lugar a una gran amplitud de diseños, según las características ya vistas, o por otras que puedan plantearse, pero en todos los casos es fácil diferenciar las características comunes del tornillo micrométrico en todas ellas, en la forma de medición, horquilla de valores de medida y presentación de la medida.